# Paleopatellina
Paleopatellina es un género de foraminífero bentónico de la subfamilia Ashbrookinae, de la familia Placentulinidae, de la superfamilia Discorboidea, del suborden Rotaliina y del orden Rotaliida. Su especie tipo es Patellina aptica. Su rango cronoestratigráfico abarca desde el Jurásico medio hasta el Aptiense (Carbonífero inferior).

## Clasificación
Paleopatellina incluye a la siguiente especie:
- Paleopatellina aptica †